# Placówka Straży Granicznej II linii „Augustów”
Placówka Straży Granicznej II linii „Augustów” – jednostka organizacyjna Straży Granicznej pełniąca służbę wywiadowczą na granicy polsko-niemieckiej w okresie międzywojennym.

## Formowanie i zmiany organizacyjne
Rozporządzeniem Prezydenta Rzeczypospolitej Polskiej Ignacego Mościckiego z 22 marca 1928 roku, do ochrony północnej, zachodniej i południowej granicy państwa, a w szczególności do ich ochrony celnej, powoływano z dniem 2 kwietnia 1928 roku Straż Graniczną.
Rozkazem nr 9 z 18 października 1929 roku w sprawie reorganizacji Mazowieckiego Inspektoratu Okręgowego komendant Straży Granicznej płk Jan Jur-Gorzechowski powołał komisariat Straży Granicznej „Janówka”.
Rozkazem nr 3 z 20 listopada 1933 roku w sprawach organizacyjnych komendant Straży Granicznej płk Jan Jur-Gorzechowski,  utworzył placówkę II linii „Augustów”

## Kierownicy/dowódcy placówki
| stopień            | imię i nazwisko    | okres pełnienia służby    | kolejne stanowisko             |
| ------------------ | ------------------ | ------------------------- | ------------------------------ |
| starszy strażnik   | Wojciech Hofler    |                           |                                |
| starszy przodownik | Bernard Iwasiewicz | był X 1936 - - 3 III 1937 | kierownik placówki „Przasnysz” |
| starszy strażnik   | Stanisław Mrozek   | 30 III 1937 –             |                                |